# Sugarloaf Mountain (Massachusetts)
Pour les articles homonymes, voir Sugarloaf.
Sugarloaf Mountain ou le mont Sugarloaf (littéralement « mont du Pain de Sucre ») est un sommet qui se présente sous la forme d'une butte à Deerfield, dans le comté de Franklin au Massachusetts (États-Unis). Il possède deux pics distincts : le North Sugarloaf qui culmine à 241 mètres d'altitude et le South Sugarloaf, plus populaire, à 199 mètres d'altitude. Cette montagne termine au sud la chaîne Pocumtuck, prolongement le plus septentrional de Metacomet Ridge, une longue arête rocheuse des Appalaches. Ses falaises d'arkose sont visibles à de grandes distances, au-dessus de la vallée du Connecticut, malgré l'altitude relativement faible comparée aux monts Berkshire situés à l'ouest. C'est une destination privilégiée pour la détente et la randonnée pédestre.

## Toponymie

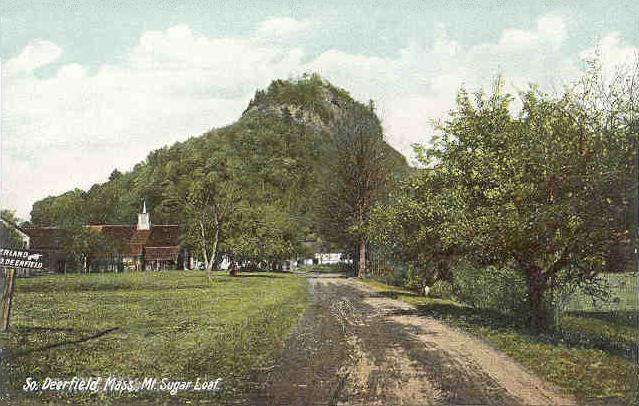
Carte postale de 1910 représentant le South Sugarloaf depuis Deerfield.

Le nom Sugarloaf provient de sa forme en pain de sucre, qui est le sens premier du mot en anglais. Les noms Sugarloaf Mountain et Mount Sugarloaf sont tous deux utilisés pour désigner la montagne. Les documents de l'United States Geological Survey et les cartes de randonnée mentionnent le premier nom, en distinguant parfois les pics Nord et Sud. Toutefois, les autorités du Massachusetts les englobe avec le terme Mount Sugarloaf State Reservation. Ce nom Mount Sugarloaf est parfois employé pour le seul pic méridional et dans ce cas le pic septentrional est intégré au sein de Pocumtuck Ridge. Localement, les deux noms sont utilisés,,.
Le nom original amérindien pour la montagne est Wequamps. Selon les légendes autochtones, Sugarloaf Mountain constitue les restes d'un castor géant mangeur d'homme tué par l'esprit du rocher géant Hobbomock (ou Hobomock) — celui-là même qui est à l'origine de la déviation du cours du fleuve Connecticut vers l'est au niveau de Middletown et qui fut puni et contraint à un sommeil éternel sous la forme du Sleeping Giant, le « géant endormi », une hauteur de Metacomet Ridge dans le sud du Connecticut. La tribu des Pocomtucs croyait prétendument que le castor vivait dans un grand lac censé avoir existé dans la vallée du fleuve Connecticut au Massachusetts.

« Le castor géant, dont l'étang débordait du bassin du mont Tom, faisait des ravages parmi les populations de poissons et, quand ses pêches étaient infructueuses, il venait à terre et dévorait les Indiens. Un pow-wow se tint alors et Hobbomock apparut pour venir à leur secours. Armé d'une longue perche, il traversa la rivière à gué jusqu'à ce qu'il déniche le castor et, aussitôt, le pourchassa si vigoureusement que celui-ci chercha à s'échapper en creusant dans le sol. Hobbomock comprit son plan et, avec sa longue perche, enfonça la tête du castor. Le relief constitué au-dessus de sa tête s'appelle désormais Sugarloaf, son corps [Pocumtuck Ridge] se trouvant au nord. »

— Deacon Phinehas Field, History and Proceedings of the Pocumtuck Valley Memorial Association

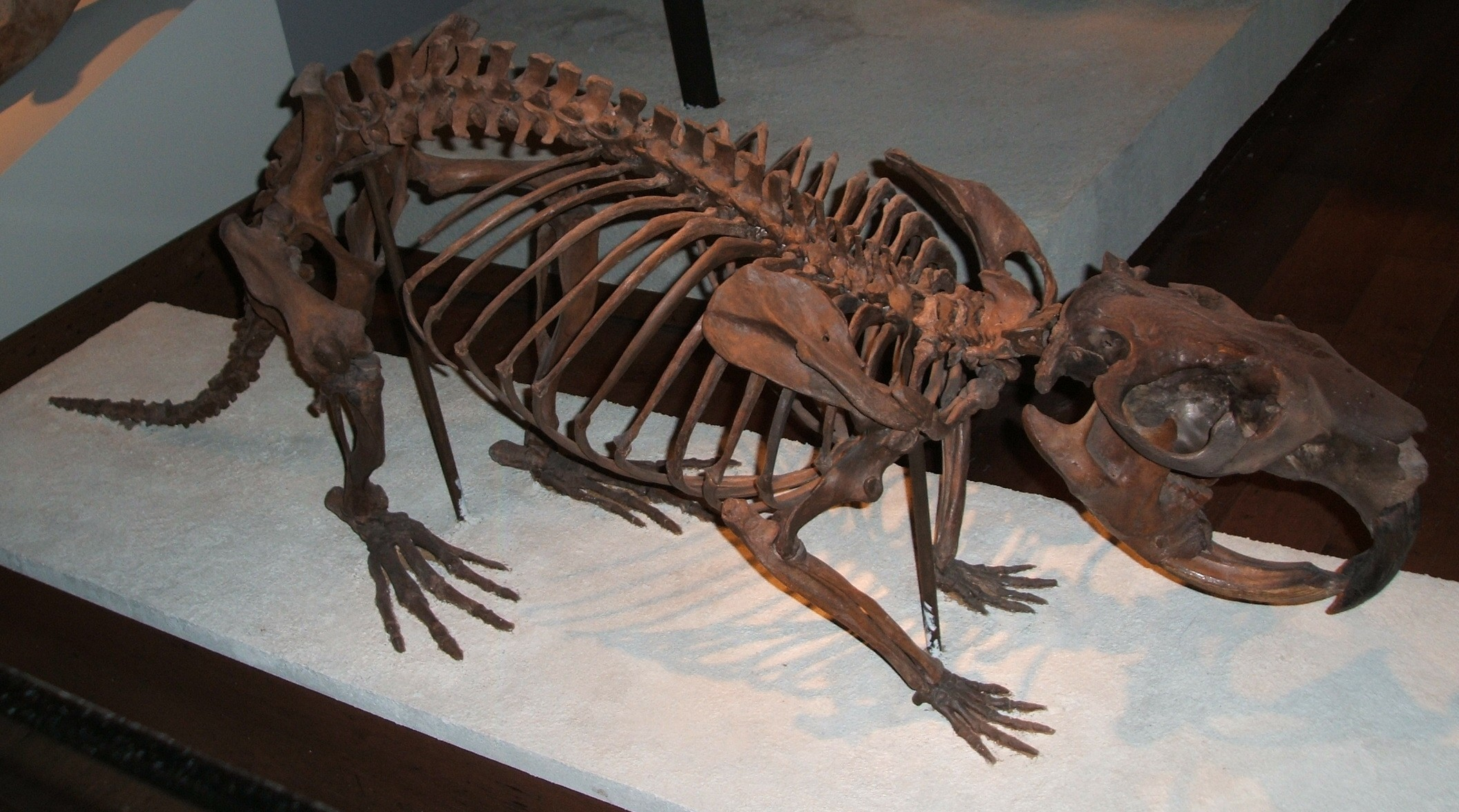
Le castor géant du Nebraska préhistorique pourrait être à la base de la légende du Pocumtuck.

Un grand nombre de versions différentes existent pour cette histoire, toutes à peu près identiques. Il semble exister une part de vérité scientifique dans certains de ces contes. Par exemple, le grand lac supposé avoir abrité le castor géant pourrait être identifié comme le lac post-glaciaire Hitchcock qui a existé il y a 10 à 15 000 ans entre Burke et New Britain. En outre, à cette époque vivait un animal préhistorique, le castor géant du Nebraska, poussé par l'avancée glaciaire jusqu'en Floride, au sud. Il était aussi large qu'un ours noir, pouvant peser jusqu'à 200 kilogrammes, et avait des dents aussi longues que des bananes. Une légende similaire, à propos du meurtre d'un castor géant par un esprit-protecteur nommé Glooscap puis l'intégration du corps au sein du paysage, se rencontre parmi le peuple micmac en Nouvelle-Écosse.

## Géologie
Sugarloaf Mountain est une extension géologique de Pocumtuck Ridge, au nord, composée d'arkose. Elle est associée au processus géologique à l'origine de la création de Metacomet Ridge, une longue arête rocheuse qui s'étend en Nouvelle-Angleterre, du Long Island Sound à la frontière avec le Vermont. La montagne est composée de la couche inférieure d'un « mille-feuille géologique ». L'arkose est la roche la plus ancienne et la plus profonde, surmontée par une couche de basalte visible principalement à Pocumtuck Ridge, puis par une couche plus récente de conglomérat, surtout présent sur la rive gauche du fleuve Connecticut et au mont Toby. Ces strates ont été formées il y a 190 à 210 millions d'années lors de la séparation de la Laurasia et du Gondwana, puis de l'Amérique du Nord et de l'Eurasie, avec l'ouverture d'un rift continental. Une série d'épisodes érosifs et sédimentaires se sont succédé avec des épisodes d'intenses émissions de lave basaltique, créant ce montage géologique. Les failles et les séismes ont contribué au basculement des strates alors que l'érosion, notamment glaciaire, a révélé distinctement les différentes roches visibles de nos jours. Ainsi, bien que le mont Toby et le Sugarloaf ne soient pas composés de roches volcaniques, ils font malgré tout partie de Metacomet Ridge en vertu de leur orogenèse commune,.

## Activités

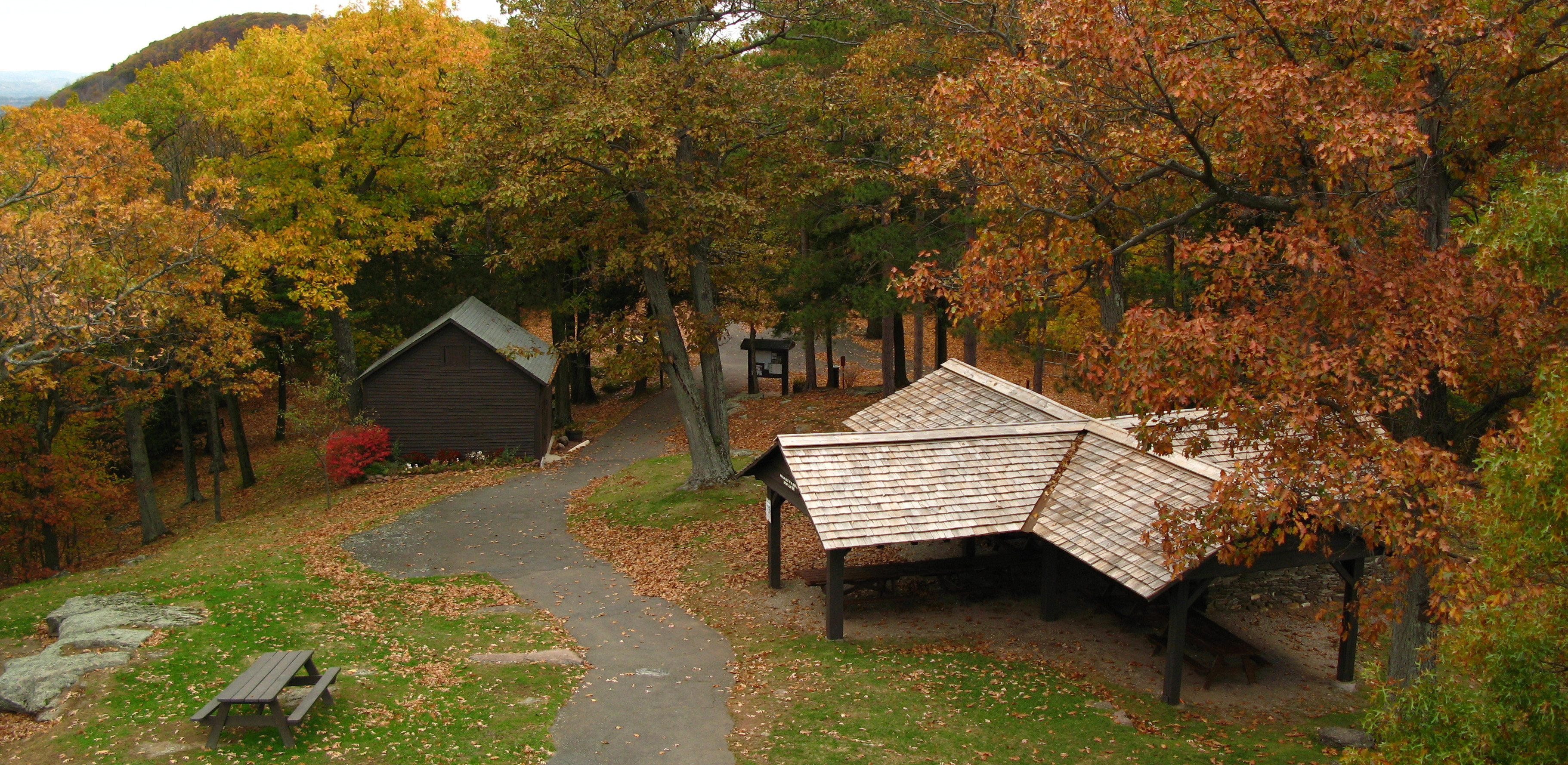
Installations aménagées pour le pique-nique.

La plus grande partie de la montagne est classée au sein de la Mount Sugarloaf State Reservation. L'accès y est facile, en quinze minutes depuis le campus de la University of Massachusetts Amherst, par la Route 116.

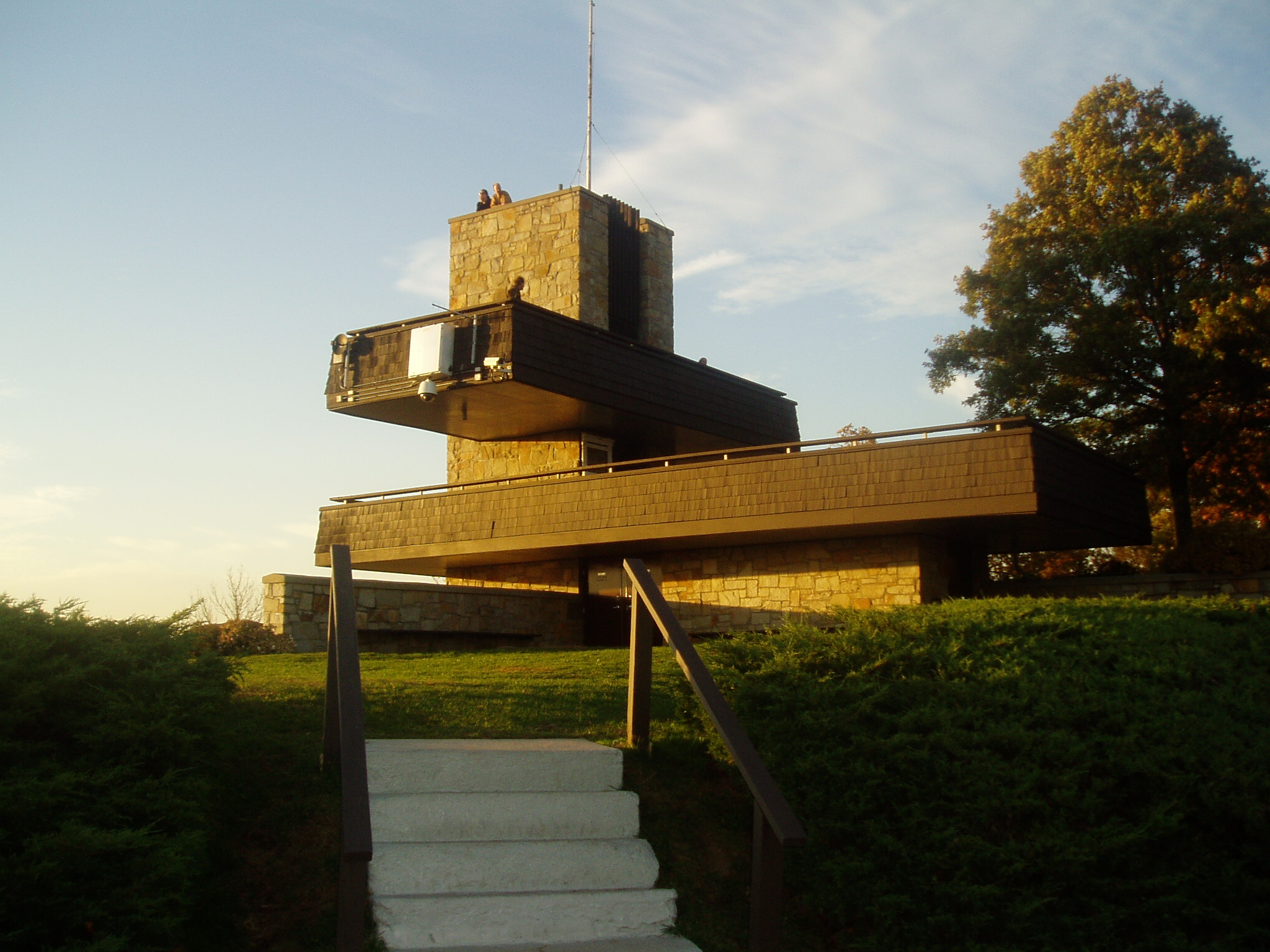
Plateforme d'observation de la Mount Sugarloaf State Reservation.

Une route saisonnière à péage permet d'accéder au sommet du South Sugarloaf, de la fin du printemps à la chute des feuilles en automne, où se trouve une plateforme d'observation. Cette route est empruntée gratuitement par les cyclistes. En outre, plusieurs sentiers de randonnée pédestre, dont une partie des 32 kilomètres du Pocumtuck Ridge Trail, font du Sugarloaf une destination populaire dans la région. Une petite grotte se trouve au pied des falaises du North Sugarloaf,.

## Culture populaire
À l'automne 2008, le tournage du film Hors de contrôle, réalisé par Martin Campbell avec Mel Gibson dans le rôle principal, s'est arrêté sur le South Sugarloaf. La tour d'observation a pour cette occasion été temporairement rénovée.